# Boletus obtextiporus
Espèce
Boletus obtextiporus est une espèce du genre Boletus découverte en 2010 à Isaan en Thaïlande. C'est un bolet dont les hyphes sont tissés sur les pores d'où provient son épithète spécifique signifiant littéralement « Bolet à pores couverts ». Cette espèce est génétiquement proche de Boletus edulis